# HMCS Asbestos (1943)
HMCS Asbestos (ЕВКК «Асбестос») — канадский корвет типа «Флауэр» времён Второй мировой войны. В отличие от большинства корветов данного типа, назван не в честь растения, а в честь города в провинции Квебек. Относится к семейству модифицированных корветов типа «Флауэр».

## История службы
«Асбестос» был заложен 20 июля 1943 на стапеле верфи «Мортон Энжиниринг», спущен 22 ноября 1943, в состав флота был принят 16 июня 1944. 9 июля прибыл в Галифакс, откуда и отправился на службу на Бермуды.
В годы войны корвет сопровождал многочисленные конвои: 21 августа он отплыл из Сент-Джона для сопровождения своего первого конвоя HXF.307 в составе эскортной группы C-2. В её составе пребывал до конца войны, единственным командиром был лейтенант (с 1 января 1945 лейтенант-командер) Дж. Катберт.
8 июля 1945 выведен из состава флота и переправлен в Сорель-Треси. В 1947 году был продан частной компании в Панаме как торговое судно. 13 февраля 1949 потерпел крушение у берегов Кубы, однако вскоре его подняли со дна и отбуксировали в Новый Орлеан, где пустили на слом в марте того же года.